# 全北消防本部
全北消防本部（チョンブクしょうぼうほんぶ）は、大韓民国全北特別自治道を管轄区域とする消防本部である。住所は全北特別自治道全州市完山区孝子路225（孝子洞3街1）全北道庁16階。

## 沿革
- 1992年4月10日 - 全北消防本部設置。
- 2007年8月3日 - 消防安全本部に改称。
- 2013年10月4日 - 消防本部に改称[1]。

## 本部組織
- 消防本部長（消防准監）
  - 消防行政課（課長は地方消防正）
  - 対応救助課（課長は地方消防正）
    - 消防航空救助隊

  - 119総合状況室（室長は地方消防正）

## 消防署
全北消防安全本部には10消防署のもと、10現場機動団、48の119安全センター、10救助隊がある。

### 組織
- 署長（地方消防正）
  - 消防行政課（課長は地方消防領）
  - 対応救助課（課長は地方消防領）
  - 現場機動団（団長は地方消防領または地方消防警）
  - 119安全センター（センター長は地方消防警または地方消防尉）
  - 救助隊（隊長は地方消防警または地方消防尉）

### 消防署一覧
各消防署及び所属119安全センターの名称は以下の通り。
| 消防署         | 119安全センター                          |
| -------------- | ---------------------------------------- |
| 全州徳津消防署 | 金岩、牙中、八福、全美、参礼、鳳東、高山 |
| 全州完山消防署 | 孝子、校洞、老松、平和、任実             |
| 群山消防署     | 沙亭、錦洞、港湾、紙谷、京岩、小龍、大野 |
| 益山消防署     | 八峯、南中、工団、仁和、慕懸、咸悦、金馬 |
| 井邑消防署     | 蓮池、市其、新泰仁、永元                 |
| 南原消防署     | 植亭、引月、金池、淳昌                   |
| 金堤消防署     | 校洞、万頃、金山                         |
| 高敞消防署     | 高敞、茂長、興徳、大山                   |
| 扶安消防署     | 扶安、格浦                               |
| 茂鎮長消防署   | 長渓、鎮安、馬霊、茂朱、長水             |